# Синявець Дамоне
Синявець Дамоне (Polyommatus damone) — вид денних метеликів родини Синявцеві (Lycaenidae).

## Поширення
Вид поширений в Україні, степовій частині Росії та на заході Монголії. В Україні трапляється у степовій і лісостеповій зона, Гірському Криму. З Центральної і Східної України описаний підвид Polyommatus damone tanais Dantchenko et Pljushtch, 1993, а з Криму — вузькоареальний ендемік Polyommatus damone pljushtchi (Lukhtanov et Budashkin, 1993), який інколи підносять в окремий вид Polyommatus pljushtchi.

## Опис
Довжина переднього крила 13-17 мм. У самців крила на верхній стороні блакитного кольору, блискучі, з тонкою темною крайовою лінією; у самиці — коричневого кольору. Верхівка передніх крил округлена. Нижня сторона крил у самця сіра, на задньому крилі розвинене блакитне прикореневе напилення. У самиці нижня сторона крил світло-коричнева. Крайовий малюнок низу крил виразний. На задніх крилах вздовж жилки М3 може біти нечіткий розпливчастий білий штрих; іноді він відсутній.

## Спосіб життя
Метелики літають з середини травня до середини вересня. Трапляються на степових ділянках, луках, полях. За рік буває 1-2 покоління. Самиця відкладає по одному яйцю на нижню частину листя кормових рослин. Інкубація триває 5 днів. Кормовою рослиною гусені є представники роду Hedysarum. Гусениці зеленого або світлого бірюзового забарвлення. Над ногами у гусениці проходить рожева або біла смуга. Тіло гусениці покрито недовгими білими волосками. По досягненню довжини 14-16 мм гусениця перестає харчуватися і шукає притулок у ґрунті. Через 3-4 діб гусениця заляльковується. Фаза лялечки триває 9 діб.